# Hemigraphis sumatrensis
Hemigraphis sumatrensis är en akantusväxtart som först beskrevs av Albrecht Wilhelm Roth, och fick sitt nu gällande namn av Jacob Gijsbert Boerlage. Hemigraphis sumatrensis ingår i släktet Hemigraphis och familjen akantusväxter. Inga underarter finns listade i Catalogue of Life.